# Dungeon

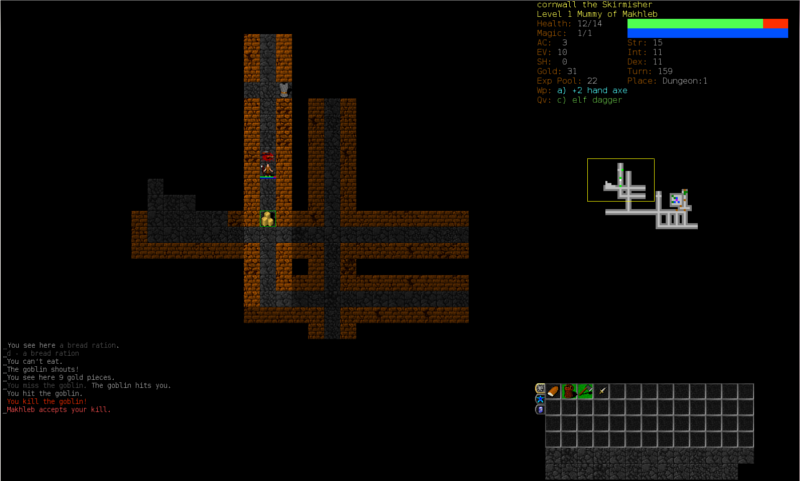
Istantanea del videogioco Dungeon Crawl Stone Soup

Il dungeon (pron. /ˈdʌndʒən/) è un tipo di immaginario percorso labirintico e composto da più ambienti, tipico di alcuni giochi di ruolo e videogiochi.
In genere i dungeon sono luoghi ostili e spettrali, abitati da mostri e disseminati di trappole e talvolta stanze segrete. Gran parte dei dungeon sono labirinti sotterranei, catacombe e caverne, ma può trattarsi anche di ambienti all'aperto, tra cui foreste e città abbandonate. I dungeon sono tipicamente popolati da pericolose creature da sconfiggere, per guadagnare punti esperienza e tesori.

## Etimologia
La parola inglese dungeon indica una "prigione", una "segreta" o un "sotterraneo", ma può anche essere usata per indicare la torre interna di un castello (analogo all'italiano "dongione"). Il termine proviene dal francese donjon, che ha i medesimi significati.

## Storia
Il primo sotterraneo noto fu quello che si estende sotto Blackmoor Castle, in cui Dave Arneson inviò i personaggi dei suoi giocatori per salvare una principessa nel 1971. Anderson arbitrava giochi di ruolo da tavolo di diversi generi con miniature e anche i giochi fantasy di Blackmoor inizialmente erano così, finché Arneson ideò l'avventura ambientata nei corridoi dei vasti dungeon del castello, non rappresentati sul tavolo ma lasciati all'immaginazione.

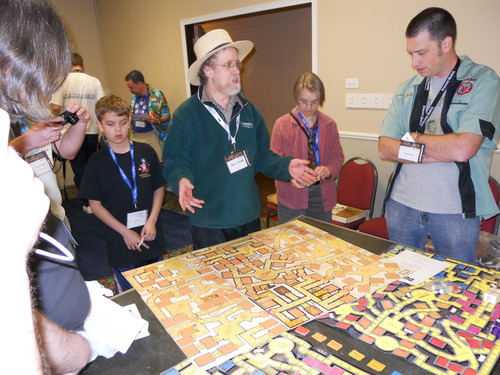
David R. Megarry mentre presenta un evento di Dungeon! nel 2014

Uno dei giocatori, Dave Megarry, colpito dall'organizzazione in corridoi simile a un diagramma di flusso, ne trasse ispirazione per inventare il gioco da tavolo Dungeon!, poi pubblicato da TSR. Il gioco dimostrò i vantaggi delle avventure nei labirinti, che divennero la più tipica ambientazione dei giochi fantasy. Da allora questo tipo di labirinti divenne noto come dungeon, anche quando non rappresentano segrete di castelli.
Nello stesso nome del più noto gioco di ruolo da tavolo, Dungeons & Dragons (1974), si ritrova questo elemento caratteristico.

## Generi
Esistono diversi tipi di giochi con i dungeon. I videogiochi e i giochi da tavolo ambientati specificamente nei dungeon sono conosciuti come dungeon crawler.
Un altro genere di videogiochi dedicato è il multi user dungeon, incentrato sul multigiocatore.
I roguelike sono caratterizzati da dungeon variabili che vengono generati casualmente dal programma.
Nel caso dei videogiochi massively multiplayer online con i cosiddetti instance dungeon viene generata una copia ogniqualvolta un giocatore o gruppo di giocatori vi entra. In questo modo ciascun giocatore può combattere mostri, risolvere missioni e raccogliere tesori senza dover competere con tutti gli altri giocatori. Esiste un altro tipo di gioco con i dungeon dove i giocatori impersonano i mostri anziché gli avventurieri. In questa categoria rientrano Reverse Dungeon, una variante del gioco da tavolo Dungeon and Dragons e i videogiochi Reverse Crawl e Legend of Keepers: Career of a Dungeon Manager.
In qualche circostanza si è deciso di creare dungeon a grandezza naturale che assumono i connotati di vere e proprie escape room.